# Violeta Ninowa
Violeta Ninowa, nach Heirat Violeta Jordanowa, (bulgarisch Виолета Нинова-Йорданова; * 19. August 1963 in Sofia) ist eine ehemalige bulgarische Ruderin.
Die 1,78 m große Violeta Ninowa ruderte für Lewski Sofia. Bei den Weltmeisterschaften 1983 gewann sie mit dem bulgarischen Doppelvierer die Bronzemedaille. Nach dem Olympiaboykott 1984 wechselte Ninowa in den Doppelzweier. Zusammen mit Magdalena Georgiewa gewann sie in dieser Bootsklasse die Bronzemedaille bei den Weltmeisterschaften 1985, 1986 belegte Ninowa mit Iskra Welinowa den vierten Platz. 1987 bildete Ninowa zusammen mit Stefka Madina einen neuen Doppelzweier. Bei den Weltmeisterschaften 1987 in Kopenhagen gewannen die beiden Bulgarinnen mit einer Zehntelsekunde Vorsprung vor den beiden Rumäninnen Elisabeta Lipă und Liliana Genes die Goldmedaille. Im Jahr darauf siegten bei den Olympischen Spielen in Seoul die beiden DDR-Ruderinnen Birgit Peter und Martina Schröter vor Elisabeta Lipă und Veronica Cogeanu; Madina und Ninowa erhielten die Bronzemedaille mit fast zwei Sekunden Rückstand auf die Rumäninnen, aber über sechs Sekunden Vorsprung auf die viertplatzierten Ruderinnen aus der Sowjetunion.
Bei den Olympischen Spielen 1992 trat sie als Violeta Jordanowa im Einer an und belegte den zehnten Platz.